# Wernigerode
|  | Per a altres significats, vegeu «Districte de Wernigerode». |

Wernigerode (pronunciació alemanya: [ˌvɛɐ̯nɪɡəˈʁoːdə]) és una ciutat al districte del Harz, a Saxònia-Anhalt, Alemanya. Fins a l'any 2007 va ser la capital del Districte de Wernigerode. La seva població era de 35.041 habitants l'any 2012. Wernigerode és al sud-oest de Halberstadt, i té una situació pintoresca a la riba del riu Holtemme, al vessant nord de les muntanyes del Harz. A Wernigerode hi ha el Circuit alemany de l'entramat de fusta.

## Geografia

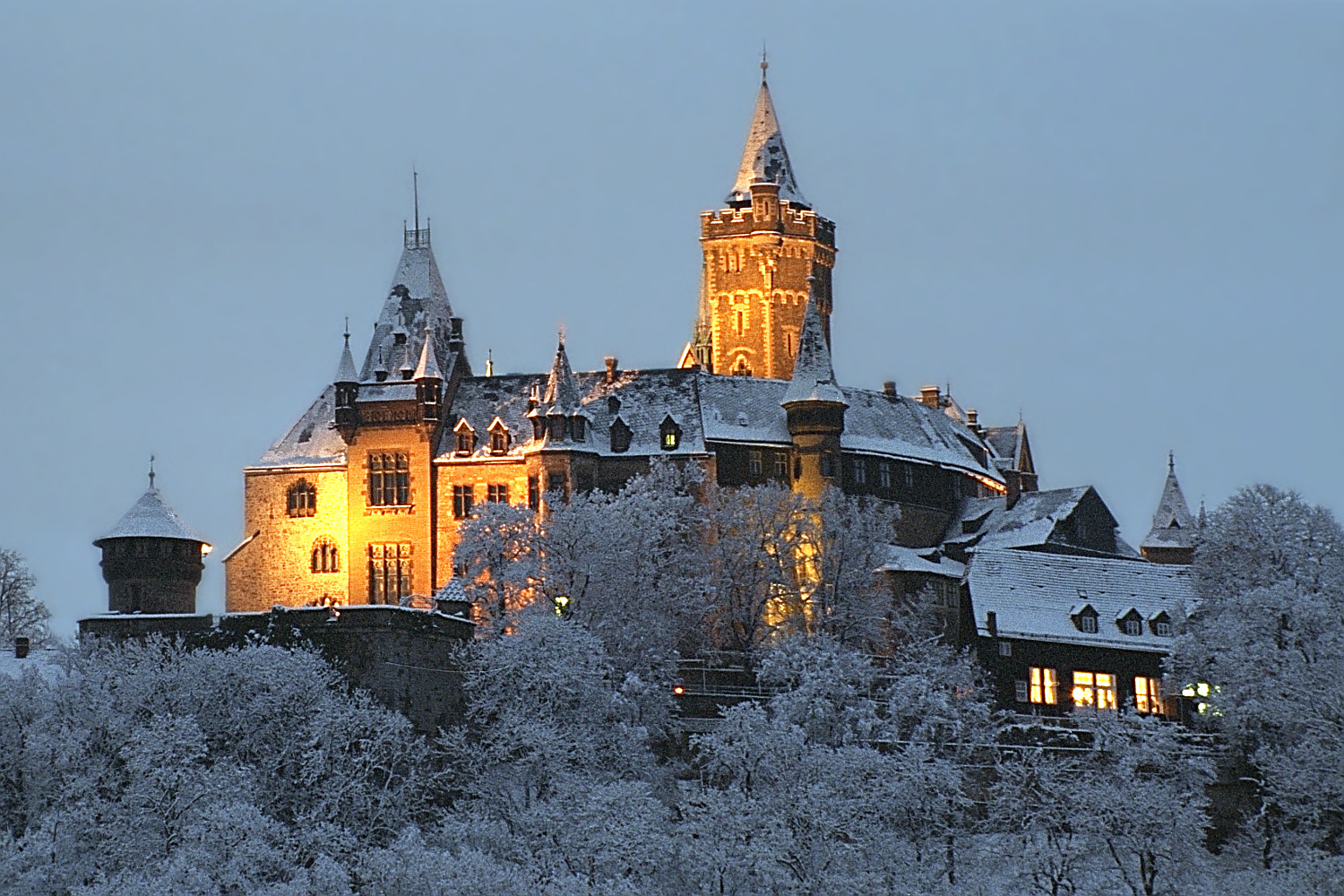
castell de Wernigerode

La ciutat és a uns 250 metres sobre el nivell del mar, en el flanc nord-est de les muntanyes del Harz, a l'Alemanya central, als peus del seu pic més elevat, el Brocken, a l'encreuament de les carreteres federals B6 i B244 i en la línia de ferrocarril de Halberstadt a Vienenburg, que uneix les ciutats de Halle (Saxònia-Anhalt) i Hannover.
El riu Holtemme flueix a través de la ciutat, i prop de la seva porta occidental se li uneix el corrent Zillierbach, que també es coneix com a Flutrenne, prop de la seva desembocadura. Al nord de la ciutat el Barrembach flueix a través de diversos estanys i desemboca al Holtemme en el poble de Minsleben. El centre de la ciutat està format pel nucli antic i el nucli modern (Altstadt i Neustadt). La vila també inclou Hasserode, Nöschenrode, els conjunts residencials de Stadtfeld, Burgbreite i Harzblick així com els pobles de Benzingerode, Minsleben, Silstedt, Schierke i Reddeber.
El seu terme municipal té una llargada de 9,5 km. d'est a oest i de 6 km. de nord a sud. El seu punt més alt és el Brocken, a 1.141 metres sobre el nivell del mar, i el seu nivell més baix es troba a 215 metres.
La ciutat està situada en la carretera festiva que uneix Alemanya i Holanda anomenada Orange Route (Amsterdam amb el nord i el centre d'Alemanya).
El límit de la Falla del Harz creua la ciutat i divideix les aigües entre els rius Weser i Elba. Al nord, les precipitacions flueixen cap al Wesser; al sud-est, nord-est i més enllà les aigües flueixen cap al riu Elba. Aquesta línia de falla travessa el barri de Hasserode, en el sud-oest del centre de la ciutat, i forma el turó del castell, que també es troba al sud-oest de la ciutat.

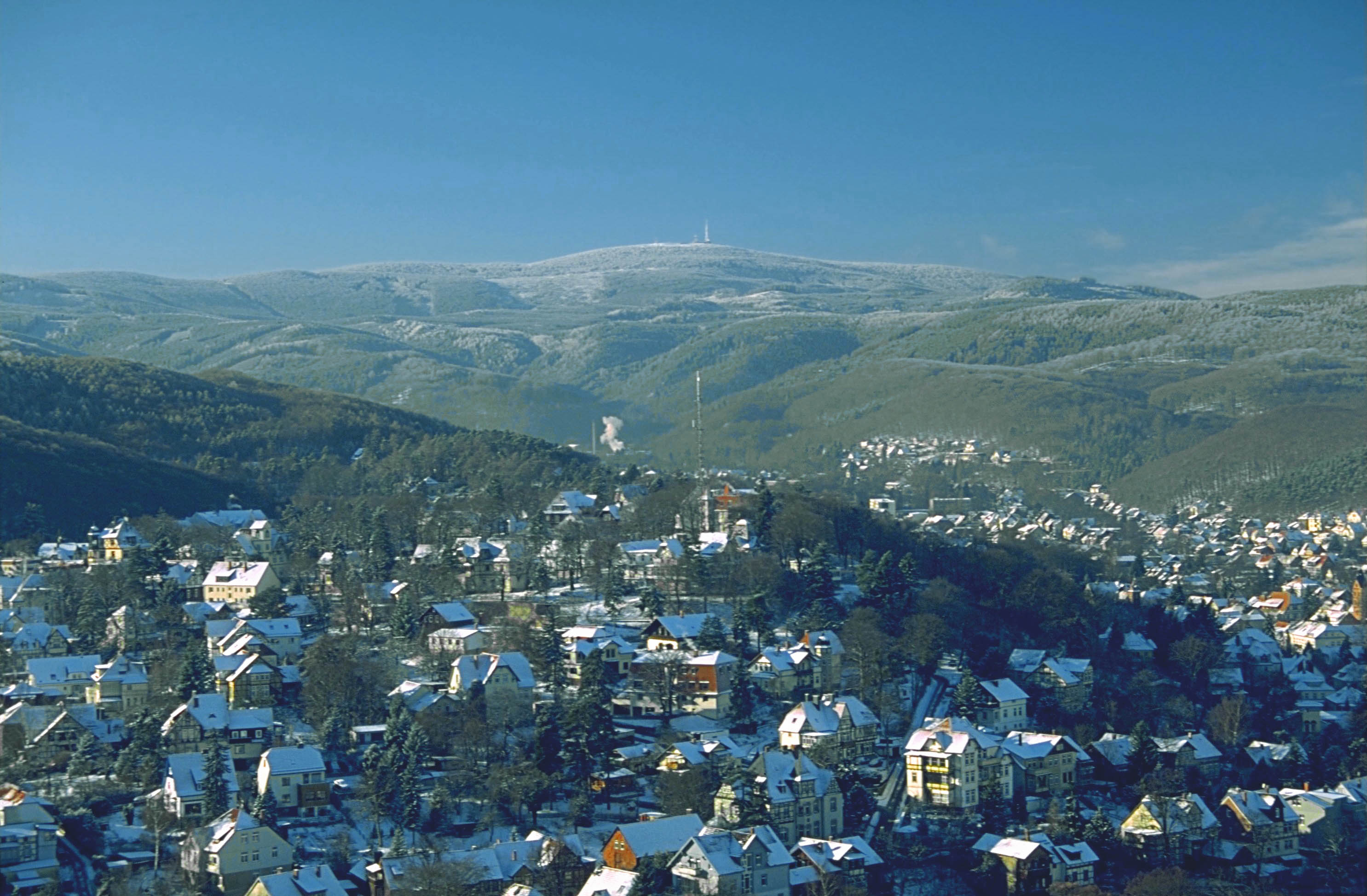
Wernigerode i el Brocken en hivern

### Divisions municipals
El terme municipal de Wernigerode es divideix en la pròpia ciutat, incloent els pobles de Hasserode i Nöschenrode, incorporats abans de 1994, i cinc pobles amb les seves pròpies juntes parroquials que es van integrar el 1994: Benzingerode, Minsleben, Reddeber, Schierke i Silstedt.

### Climatologia

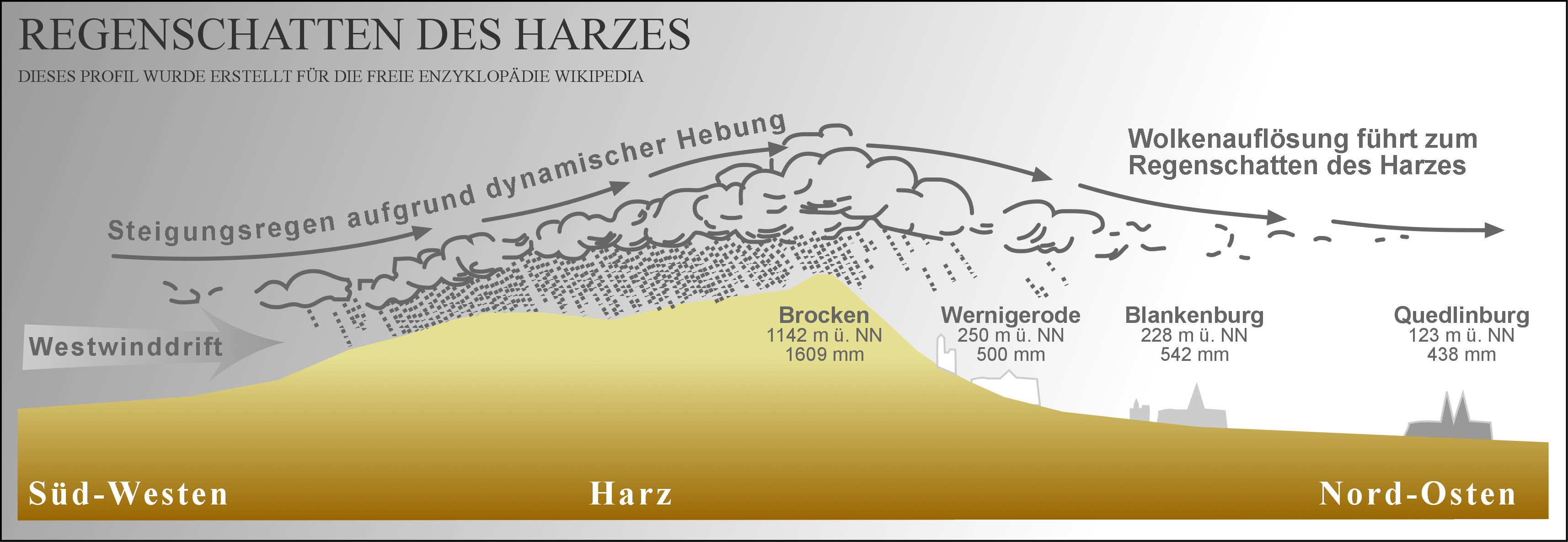
Wernigerode a l'ombra de la pluja del Harz

Wernigerode està localitzat a la subzona de transició d'Europa central, en la zona de clima temperat. La seva temperatura mitjana anual és de 9,5 °C; la seva precipitació mitjana anual és de 500 mil·límetres.
Els mesos més càlids són juliol i agost, amb temperatures mitjanes de 16 a 18,3 °C, i els més freds són de desembre a febrer, amb temperatures d'1,1 a 2,1 °C. 
La majoria de la pluja cau al juliol, una mitjana de 54 mil·límetres, i plou menys al febrer, amb només 30 mil·límetres de mitjana. 
El clima, i més precisament les quantitats de precipitació i temperatures, es veu condicionat per les precipitacions orogràfiques causades per les muntanyes del Harz. Ja que la ciutat es troba a l'ombra de la pluja (al costat de sotavent) del Harz, cau aquí menys precipitació que a les regions temperades similars sense la protecció d'una serralada. A més, l'ocasional efecte Föhn produeix vents més càlids que fan augmentar les temperatures. Wernigerode té una classe de càrrega de neu de 3 d'acord amb la norma industrial alemanya, DIN 1055.

## Història

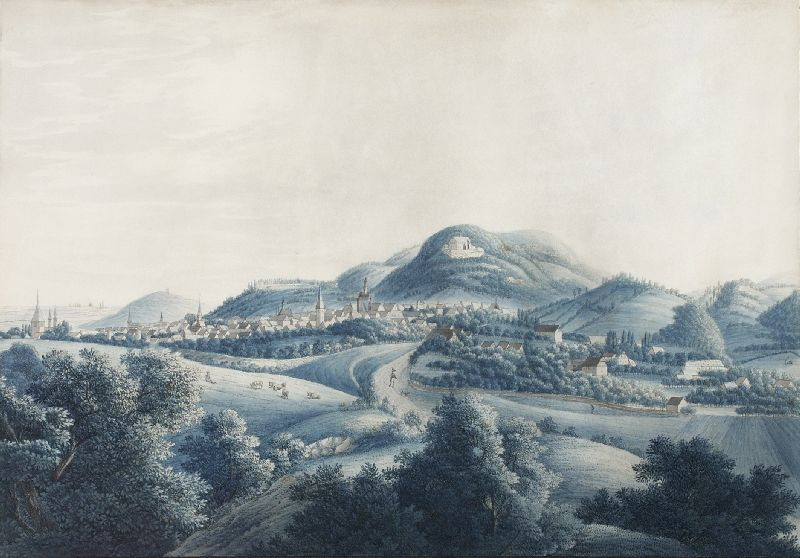
Wernigerode cap al 1820, per Friedrich August Schmidt.

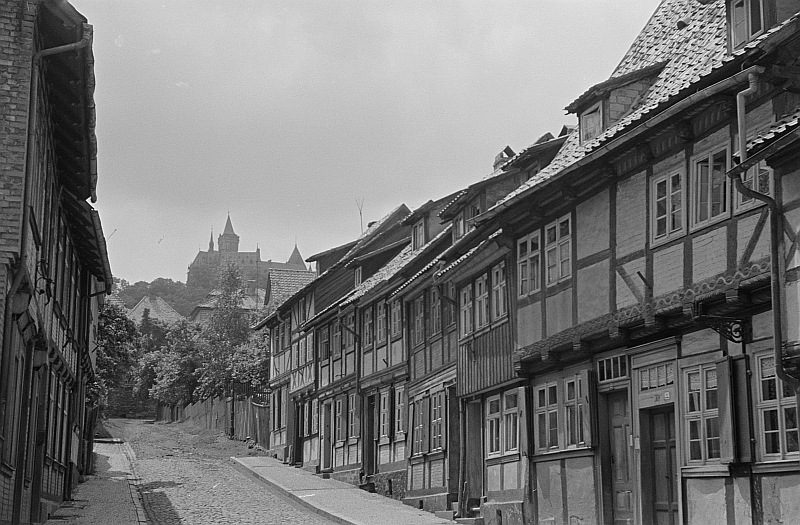
Wernigerode en 1951.

Wernigerode va ésser la capital medieval del Comtat de Wernigerode i de Stolberg-Wernigerode. El 1815, després de les Guerres Napoleòniques, es va convertir en part de Prússia, Província de Saxònia. La cerveseria Hasseröder va ésser fundada a Wernigerode el 1872.
Després de la Segona Guerra Mundial, Wernigerode va ésser inclosa en el nou estat Saxònia-Anhalt dins de la Zona d'ocupació soviètica (rellançada a l'octubre de 1949 com a República Democràtica Alemanya). Durant els anys de comunisme la ciutat era molt a prop de la frontera interior d'Alemanya. Wernigerode es va convertir en part de l'estat restaurat de Saxònia-Anhalt, el 1990, després de la Reunificació alemanya.

### Aparició de la ciutat
La ciutat va ésser esmentada per primera vegada en els registres de 1121 en relació amb el Comte Adalbert de Haimar, que s'havia mudat aquí des de la regió propera de Hildesheim, i en endavant es va titular Comte de Wernigerode. El 17 d'abril de 1229 li van ésser concedits Drets de ciutat al llarg de les línies de Goslar. El 2004, Wernigerode va celebrar el seu 775è aniversari d'aquesta ocasió.
Com a resultat, nous ciutadans dels pobles del voltant es va fer un nou assentament, més tard anomenat Neustadt, que es va crear a la vora nord-est de la ciutat vella. Va ésser un assentament agrícola que es trobava fora de les parets de la ciutat vella. L'església de Sant Joan de Wernigerode es va construir com l'església parroquial del barri nou de Wernigerode en l'últim terç del segle xiii, en estil Romànic.

### Alcaldes
- Runden, prop de 1640.[5]
- Ludwig Gepel, del 7 de gener de 1921 al 6 de gener de 1933.
- Ulrich von Fresenius (1 de setembre de 1888; mort el 12 de novembre de 1962), del 10 de gener de 1933 al 20 d'abril de 1945.
- Max Otto (1889-1969), SPD/Partit Socialdemòcrata d'Alemanya, del 20 d'abril de 1945 fins a 1951.
- Gustav Strahl, de 1951 fins a 1962.
- Martin Kilian, Partit Socialdemòcrata d'Alemanya, del 24 d'octubre de 1962 fins a 1990.
- Herbert Teubner, Unió Demòcrata Cristiana d'Alemanya, de 1990 a 1991.
- Horst-Dieter Weyrauch, Unió Demòcrata Cristiana d'Alemanya, de 1991 a 1994.
- Ludwig Hoffmann, Partit Socialdemòcrata d'Alemanya, de 1994 al 31 de juliol del 2008.
- Peter Gaffert, independent, des de l'1 d'agost de 2008.

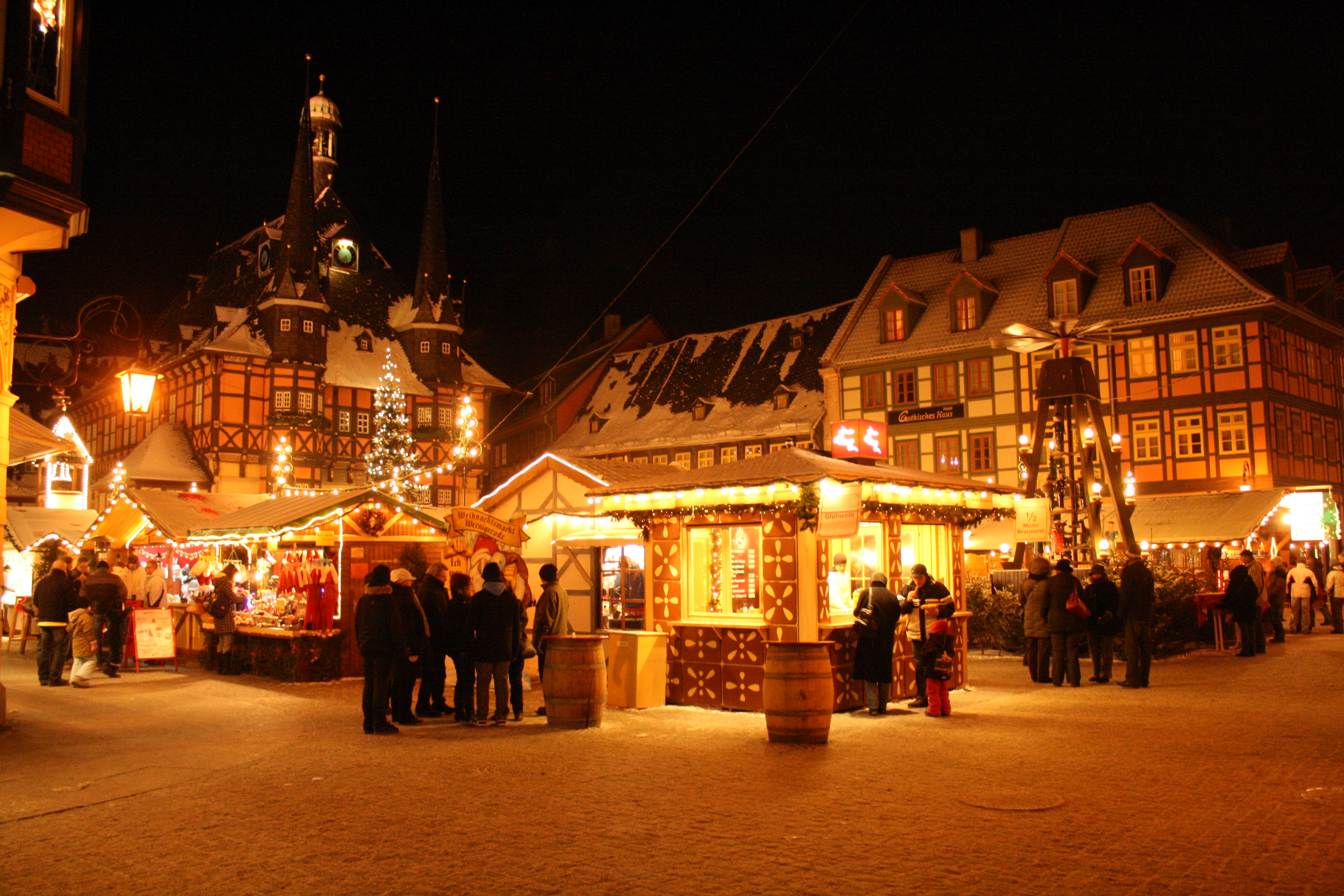
Ajuntament de Wernigerode i el mercat de Nadal.

### Estadístiques de població
| - 1595: 2.500 - 1806: 3.700 - 1845: 5.300 - 1869: 7.000 - 1886: 9.000 | - 1895: 10.662 - 1904: 12.000 - 1914: 18.000 - 1957: 33.353 - 1990: 37.000 | - 2006: 33.871 - 2007: 34.413 - 2008: 35.041 - 2009: 34.673 |

## Cultura

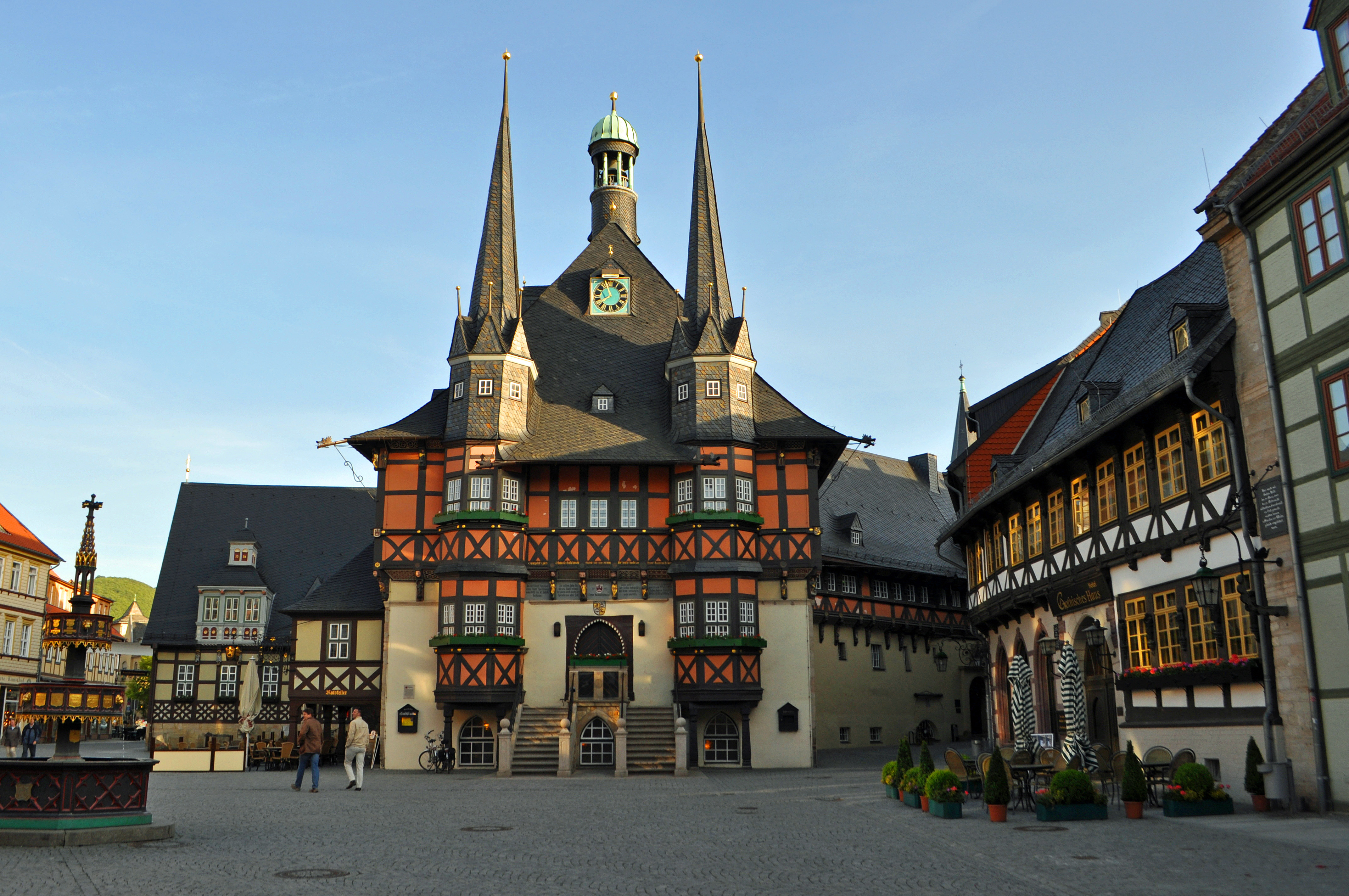
Ajuntament i plaça del Mercat

Wernigerode acull la marató del Brocken cada mes d'octubre. Wernigerode també té un club de futbol americà, els Tigres de la Muntanya, des de 1993. Durant els últims 19 anys aquest equip ha jugat a la Oberliga 4 i la Regionalliga 3. Des de la seva creació, ha estat un pilar d'alemanya per al futbol americà a la regió del Harz.
Wernigerode conté diversos i interessants edificis d'arquitectura gòtica, incloent un ajuntament molt estilitzat amb una façana de fusta procedent de l'any 1498. Algunes de les pintoresques cases antigues elaborades amb talles de fusta han escapat dels nombrosos incendis al llarg dels anys. El gimnàs Gerhart-Hauptmann, ocupa un modern edifici gòtic, que és el successor d'una escola de gramàtica antiga que existia cap el 1825. El castell (Schloß Wernigerode) dels prínceps de Stolberg-Wernigerode s'eleva per sobre de la ciutat. El castell original va ésser construït al segle xii, però l'actual data d'entre 1862 i 1893 i va ésser construït per Karl Frühling i inclou parts de l'edifici medieval.

### Llocs d'interès
- Ferrocarrils de via estreta del Harz - un ferrocarril de via mètrica que enllaça Wernigerode amb el Brocken (1.141 m), el cim més alt de les muntanyes del Harz, i continua cap a Nordhausen que es troba al sud de les muntanyes del Harz. El segon cim més elevat (el Wurmberg de 971 m.) és accessible mitjançant un telefèric des de Braunlage que està connectat amb Wernigerode per autobús. Wernigerode té nombrosos museus, galeries, llibreries, monuments i parcs.
- Armeleuteberg - turó amb la torre de l'Emperador i una fonda al bosc.

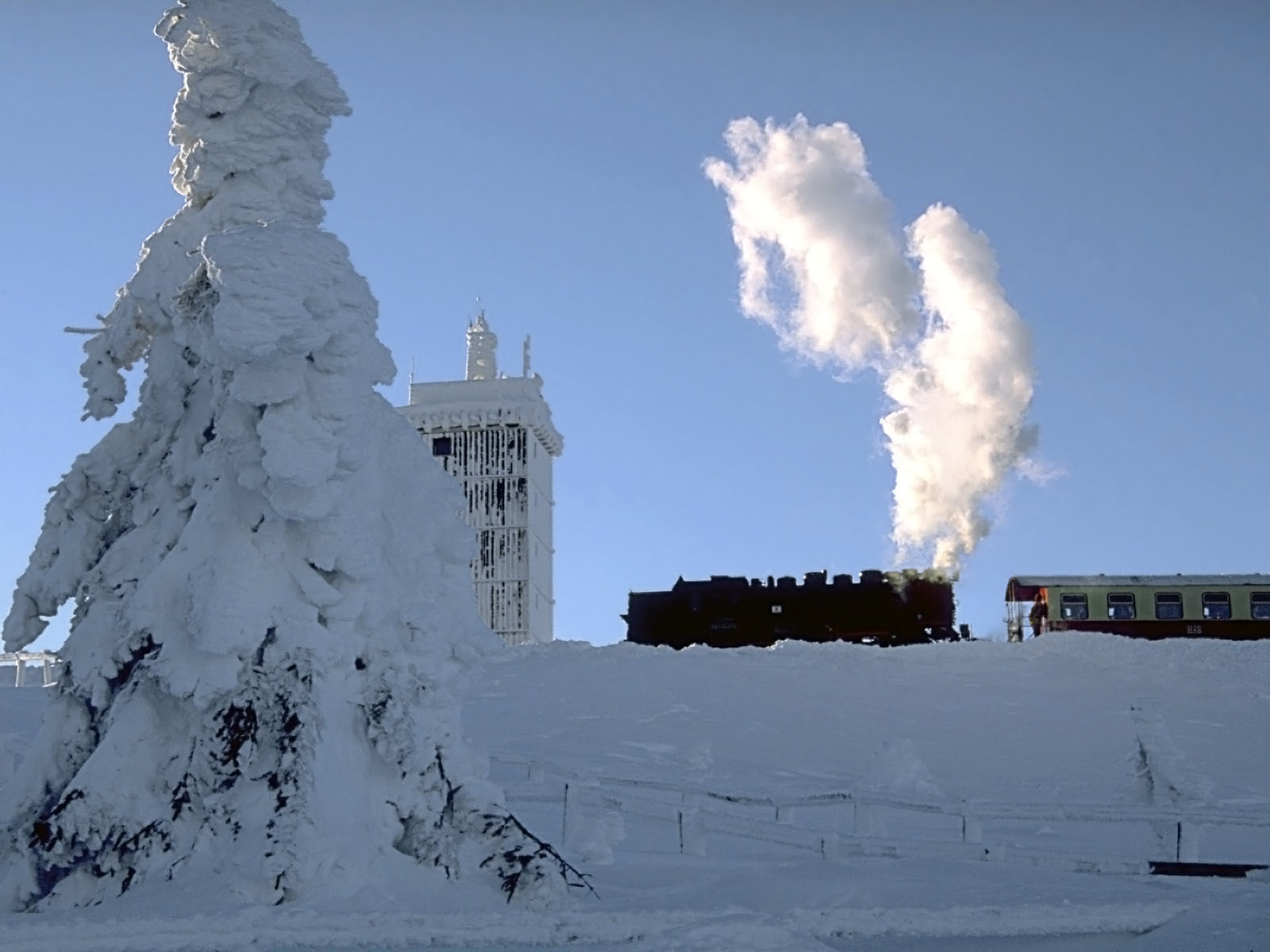
Cim del Brocken amb el ferrocarril del Brocken, que comença a Wernigerode
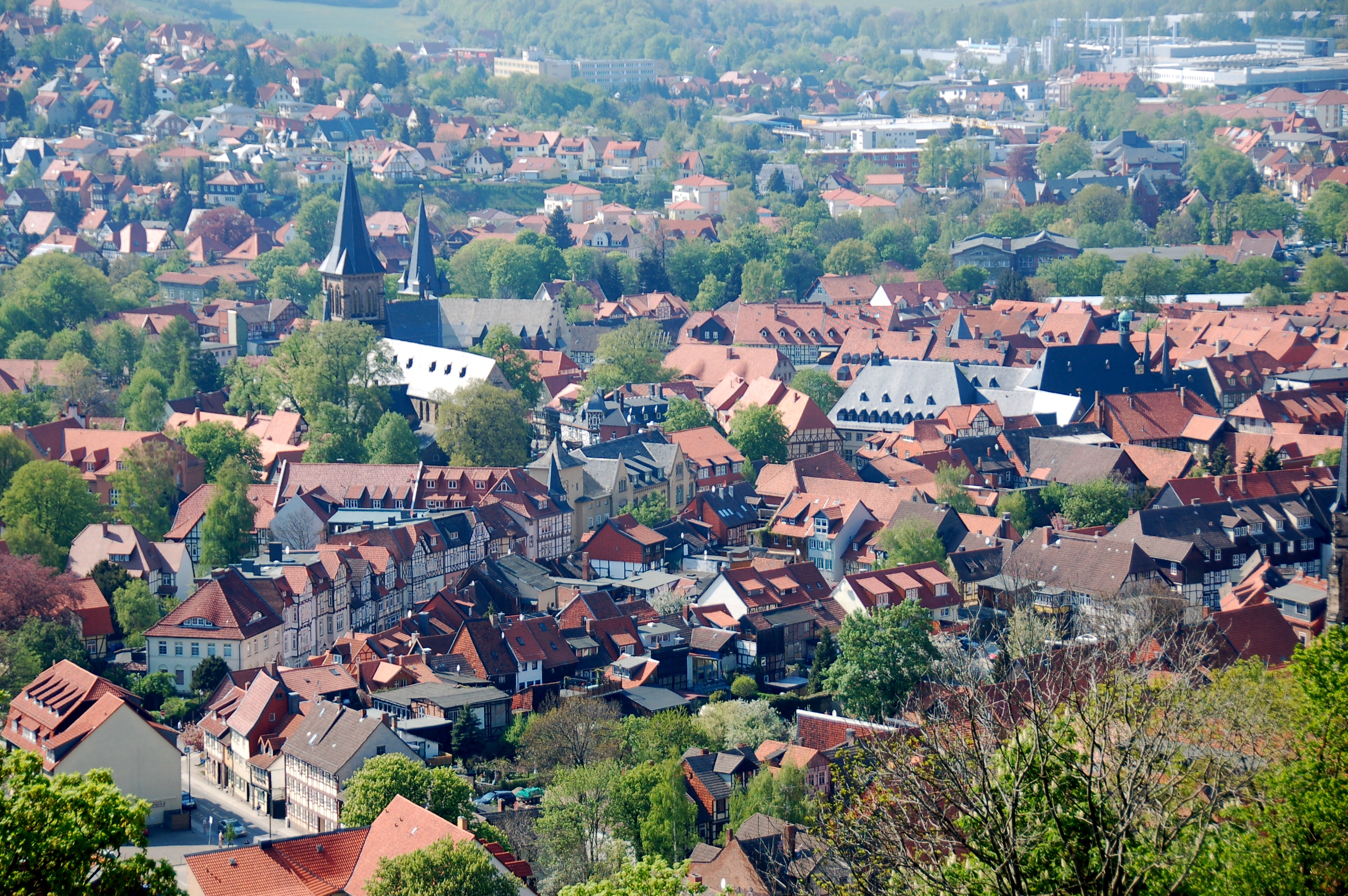
Vista del nucli antic de Wernigerode
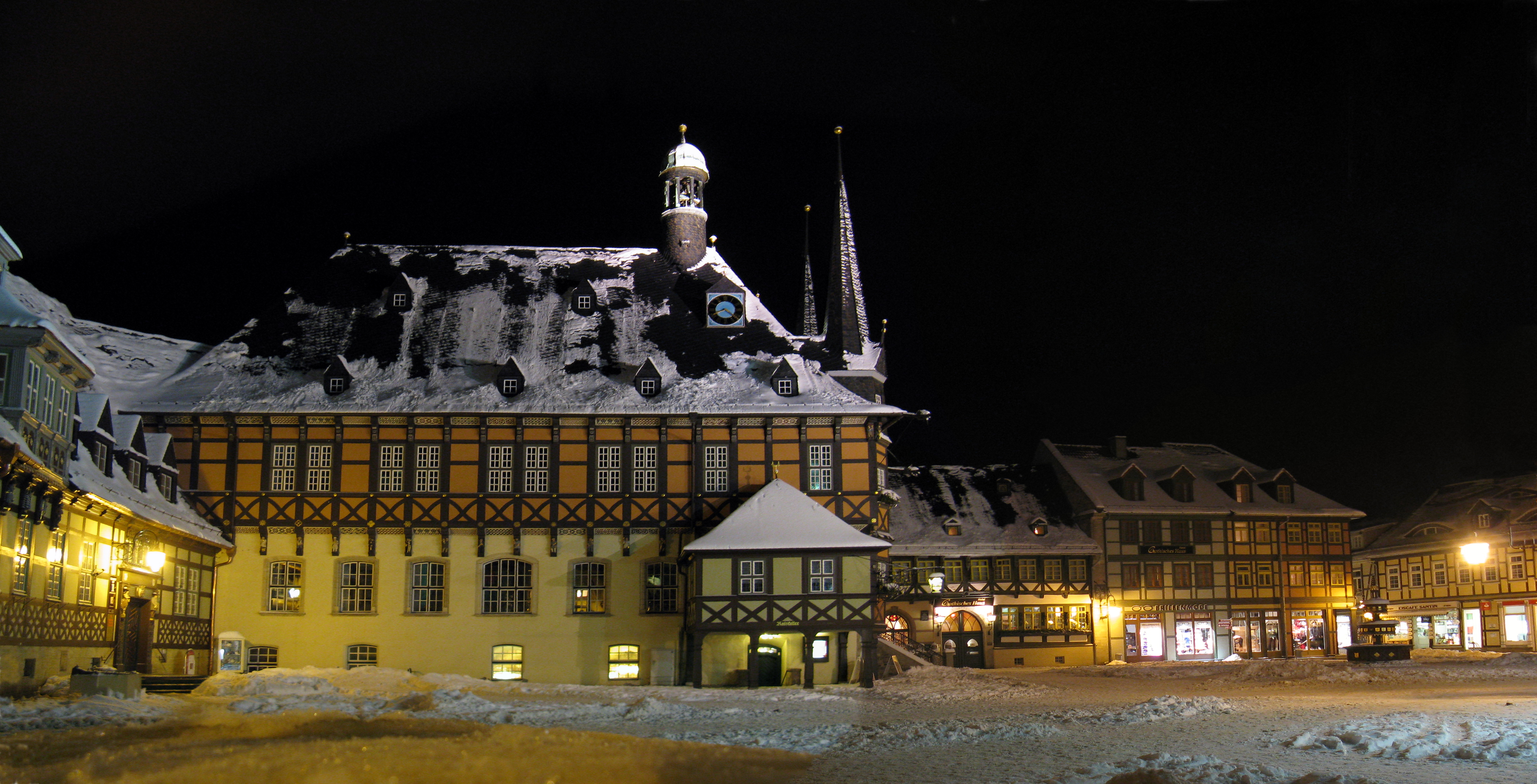
Ajuntament de nit
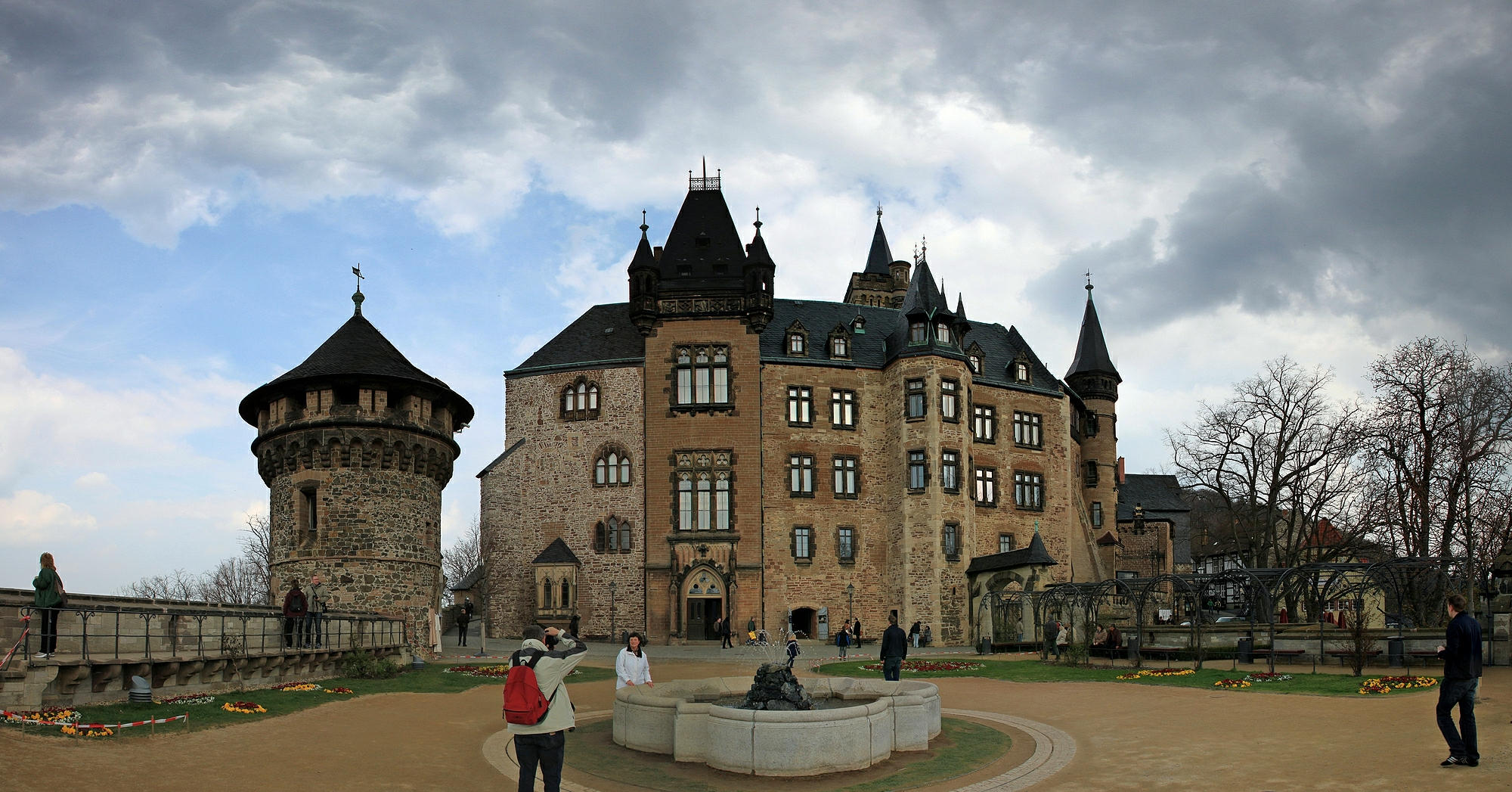
Castell de Wernigerode
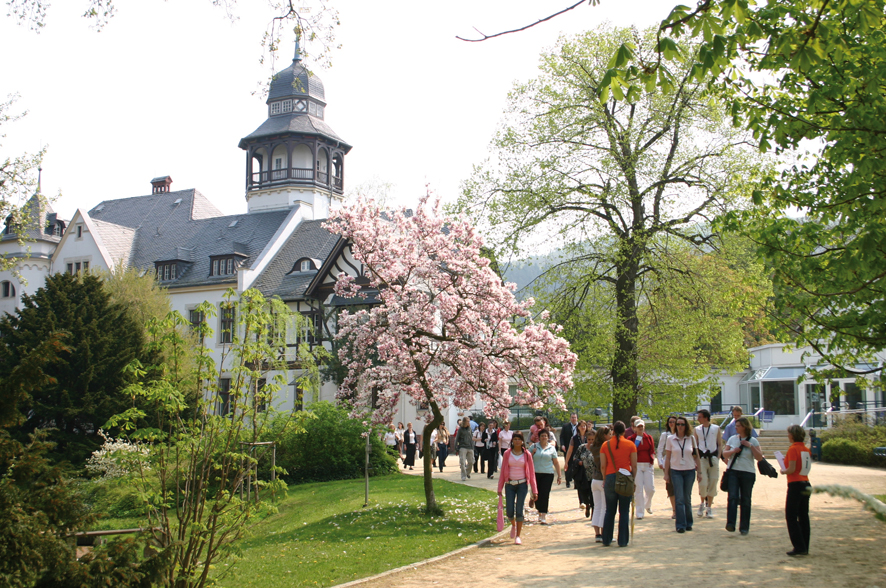
El Campus de Wernigerode forma part de la Hochschule Harz
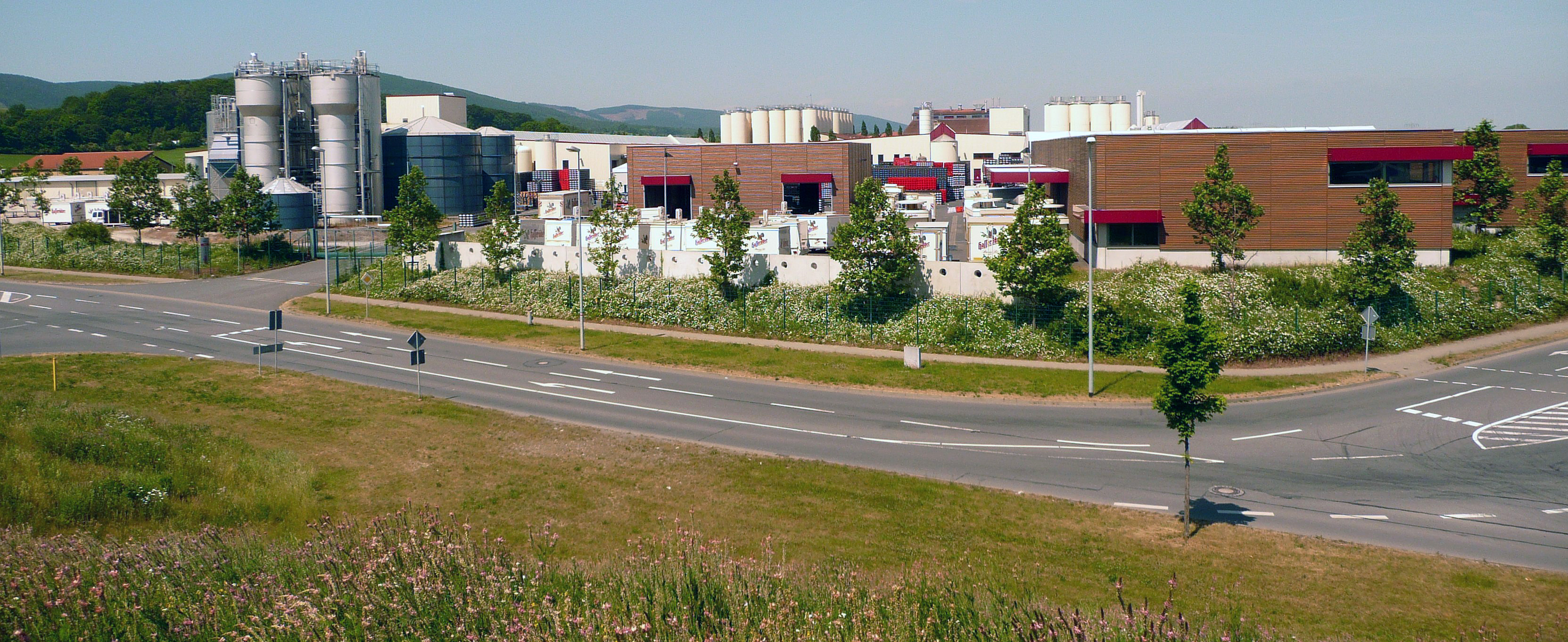
La cerveseria Hasseröder a Wernigerode

- Steinerne Renne i Kleine Renne, i a prop el pou Wernigeröder Bürgerbrunnen
- Ottofels, una formació rocosa amb àmplies vistes sobre el Harz
- Mönchsbuche, una fageda protegida en el camí del vell monjo

## Agermanaments
Wernigerode manté agermanament amb:
- Carpi, Emilia-Romagna, Itàlia, des de 1964
- Cisnădie, Romania, des de 2002
- Neustadt an der Weinstraße, Alemanya, des de 1998
- Hội An, Vietnam, des de 2013